# Грбич, Данило
Данило Грбич (сербохорв. Данило Грбић / Danilo Grbić; 22 сентября 1909, Кореница — 6 апреля 1941, Трново) — югославский лётчик, капитан 2-го класса королевских ВВС Югославии; погиб во время Апрельской войны, отражая немецкий авианалёт.

## Биография
Родился в семье православного священника. Внучатый племянник Манойло Грбича. В 1920 году переехал с семьёй в Белград, где проживал на улице Стари-Монопол (позднее вошла в Мостарскую петлю). Там окончил среднюю школу и поступил в 1928 году в Белградскую военную академию.
После окончания военной академии в 1933 году поступил в школу разведчиков, позднее в 1936 году окончил курсы пилотирования, а в 1939 году школу лётчиков истребителей с отличием. Служил в 3-й лётной школе в Мостаре, командовал отдельной истребительной эскадрильей.
27 января 1940 года Данило Грбич женился, в декабре у него родилась дочь.
6 апреля 1941 года Грбич был в составе отдельной истребительной эскадрильи Королевских ВВС Югославии на аэродроме Косор вблизи Мостара, когда Германия вторглась на территорию Югославии. Грбич обнаружил группу бомбардировщиков Ju-88, летевших с юга Италии, сопровождаемых Bf.109 из Jagdgeschwader 54. Он сразу же вылетел на истребителе Hawker Hurricane, однако у Борачского озера его самолёт был сбит асом Гансом Бейссвенгером (в тот день это была его первая победа). Грбич был ранен и выпрыгнул из горевшего самолёта. В тот же день от последствий ранений он скончался у Трново.
Данило Грбича перезахоронили 2 июня 1941 года отец и сестра в Белграде на Новом кладбище в семейном склепе. Посмертно Данило Грбич был награждён Орденом рыцарского меча (награда Союзной Республики Югославии).